# Metatheria
Metatheria zijn een clade van zoogdieren waartoe de buideldieren en verschillende uitgestorven soorten behoren. Tegenwoordig komt de groep van nature nog voor in Australië, Nieuw-Guinea, Wallacea en Amerika. In het verleden had de Metatheria een wereldwijde verspreiding.

## Ontwikkeling
Binnen de Theria vond vermoedelijk 168 tot 178 miljoen jaar geleden de splitsing plaats tussen de Metatheria en de Eutheria, de groep die de placentadieren omvat. De fossiele vondst van de eutheriër Juramaia ondersteunt dit. Fossielen van metatheriën uit het Laat-Jura ontbreken echter. De oudst bekende soort uit de Metatheria is Sinodelphys szalayi, die 125 miljoen jaar geleden leefde in wat nu de Volksrepubliek China is.
Vanuit Azië verspreidde de Metatheria zich over de noordelijke continenten en tijdens het Krijt was het met name algemeen en divers in Noord-Amerika. De Deltatheroida ontstond in het Vroeg-Krijt en rond 100 miljoen jaar geleden verscheen de Marsupialiformes. Tot de Marsupialiformes behoren naast de buideldieren diverse uitgestorven vormen, zoals de Stagodontidae. De buideldieren ontwikkelden zich waarschijnlijk in het Laat-Krijt, maar zijn mogelijk pas in het vroegste Paleoceen ontstaan. De Metatheria werd zwaar getroffen aan het einde van het Krijt en de meeste groepen stierven uit. Zo daalde het aantal soorten van twaalf in de Hell Creek-formatie in Montana naar slechts één in de overliggende Tullock-formatie uit het vroegste Paleoceen.
Vanuit Noord-Amerika bereikten de Metatheria in het Laat-Krijt of het Vroeg-Paleoceen Zuid-Amerika via een tijdelijke landbrug. Aangzien Zuid-Amerika destijds nog was verbonden met Antarctica en Australië, konden de Metatheria zich over de zuidelijke continenten verspreiden. Door de isolatie van de zuidelijke continenten ontstond bij gebrek aan concurrentie van de Eutheria een grote diversiteit aan buideldieren en verwante groepen, zoals de wolf- en sabeltandkatachtige soorten uit de Sparassodonta. Op de noordelijke continenten stierven de Metatheria in de loop van het Tertiair echter volledig uit. Alleen de opossums zouden uiteindelijk terugkeren naar Noord-Amerika tijdens de Great American Biotic Interchange in het Plioceen.

## Indeling
- Metatheria
  - Basale vormen als Sinodelphys
  - Deltatheroida
  - Marsupialiformes
    - Alphadontidae
    - Stagodontidae
    - Sparassodonta
    - Herpetotheriidae
    - Marsupialia